# Aloe namorokaensis
Aloe namorokaensis är en grästrädsväxtart som först beskrevs av Werner Rauh, och fick sitt nu gällande namn av Leonard Eric Newton och Gordon Douglas Rowley. Aloe namorokaensis ingår i släktet Aloe och familjen grästrädsväxter. Inga underarter finns listade i Catalogue of Life.